# Perforation
Pour les articles homonymes, voir Perforation (homonymie).
Ne doit pas être confondu avec Piquage, Perçage ou Forage.

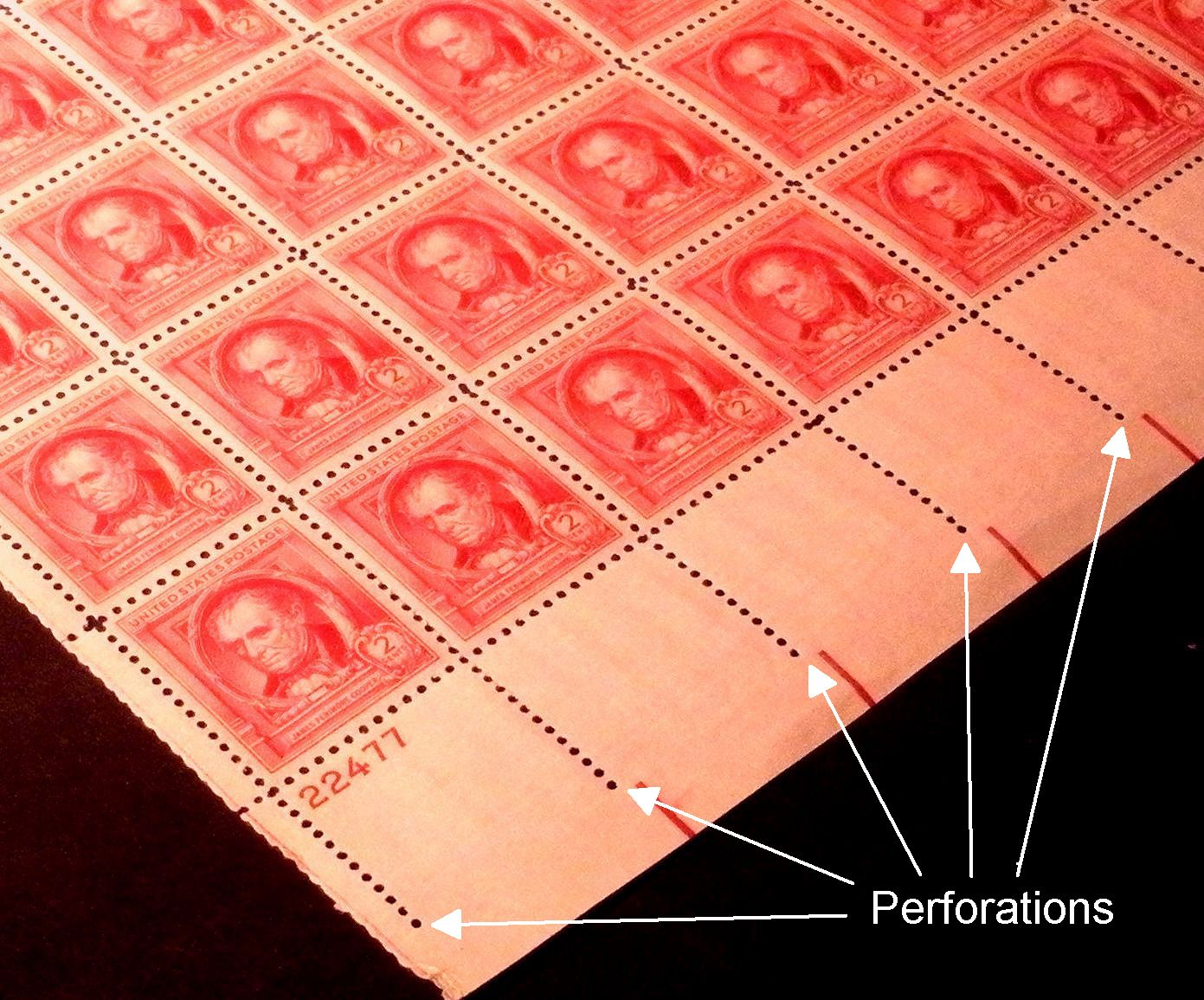
Perforations d'une planche de timbres américains de 1940.

La perforation est un procédé de fabrication par poinçonnage ou découpage qui permet de réaliser un trou dans un matériau de faible épaisseur.

## Type de perforation

### Au cinéma

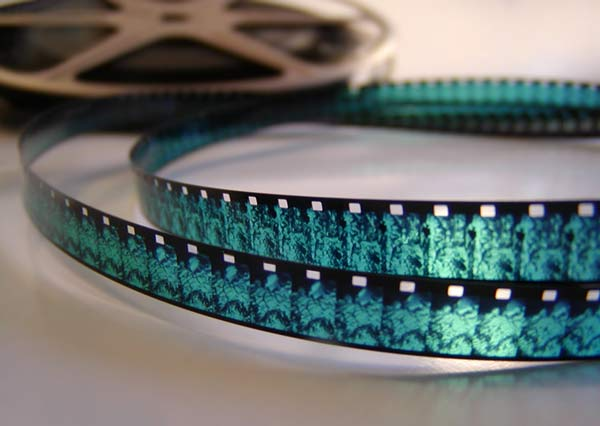
Une pellicule de film montrant ses perforations.

Les films argentiques sont dotés sur toute leur longueur de perforations qui permettent à la pellicule de défiler régulièrement sur des débiteurs dentés, ou entraînée par intermittence (mouvement alternatif) pour la prise de vues par un jeu de griffes, pour la projection cinématographique par une croix de Malte. La forme et la place des perforations dépendent du format du film.

### En papeterie et en bureautique
Le perforation de document consiste à réaliser des trous dans des feuilles de papier ou de carton destinées au classement. On utilise une poinçonneuse de document pour réaliser ces perforations.

### En mécanographie

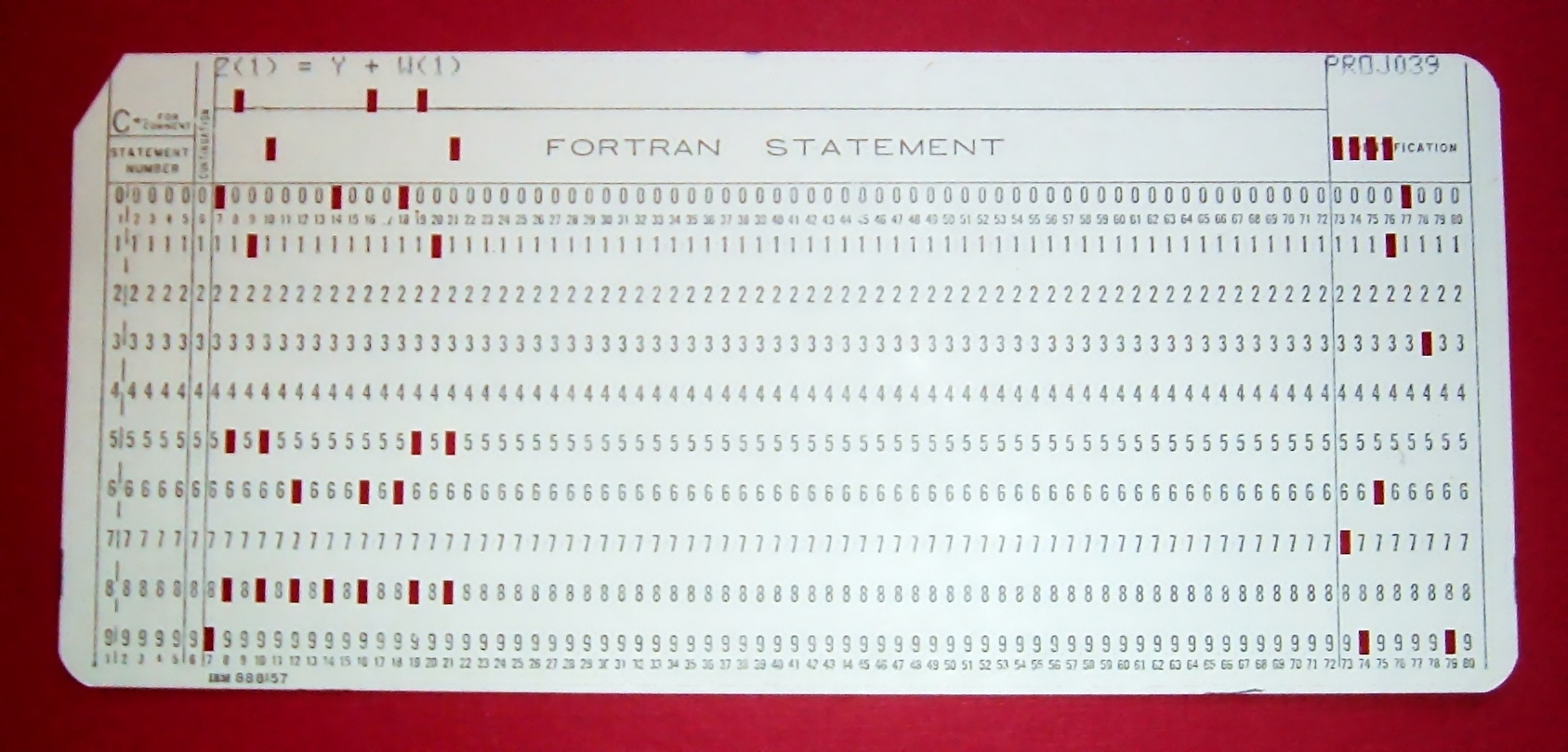
Une carte perforée du modèle le plus courant.

La perforation de carte était généralement obtenu avec une perforatrice de carte.

### En métallurgie
La perforation de tôle.